# Sosnovka (Kondol)
|  | Per a altres significats, vegeu «Sosnovka». |

Sosnovka (Сосновка en rus) - és un poble de l'óblast de Penza, a Rússia, que en el cens del 2010 tenia 6 habitants.